# 巴爾的摩高地站
巴爾的摩高地站（英語：Baltimore Highlands station）是巴爾的摩輕軌的車站之一。本站位於巴爾的摩街上，在佛羅里達大道與喬治亞大道之間的路段。
本站目前有50個免費停車位。
本站目前無巴士行經，但馬里蘭交通管理局的648號線行經附近。本站在1993年開始營運時，30號線行經本站，但附近的居民抗議使得巴士改道行駛到鄰近的帕塔普斯科站。
巴爾的摩高地站站址位於以前的巴爾的摩與安納波利斯鐵路的車站北方（該車站位於喬治亞大道與伊利諾伊大道之間，在華盛頓、巴爾的摩與安納波利斯電化鐵路車站的對面）。附近有一個模型飛機俱樂部。

## 外部連結
- Schedules
- Baltimore Highlands Light Rail Stop on Google Street View